# Una (huyện)
Huyện Una là một huyện thuộc bang Himachal Pradesh, Ấn Độ. Thủ phủ huyện Una đóng ở Una. Huyện Una có diện tích 1540 ki lô mét vuông. Đến thời điểm năm 2001, huyện Una có dân số 447967 người.